# Новіков Петро Пилипович
Петро Пилипович Новіков (22 січня 1907, місто Москва — 7 жовтня 1974, місто Київ) — український радянський діяч, будівельник, Герой Соціалістичної Праці (9.08.1958), Заслужений будівельник Української РСР (1967), член-кореспондент Академії будівництва та архітектури УРСР (1958).

## Біографія
Народився в родині робітника. У 1926 році закінчив Московське профтехучилище імені Карла Лібкнехта.
Трудову діяльність розпочав у 1926 році. З 1926 до 1929 року працював десятником, техніком, виконробом Александровської дільниці служби шляху і споруд Північної залізниці Народного комісаріату шляхів сполучення СРСР у Владимирській губернії.
У 1929—1937 роках — технік, виконроб, технічний керівник, начальник будівельної контори Мосміськжитлобудспілки в Сокольницькому районі Москви.
У 1937—1939 роках — студент Московський будівельний інститут Московської ради, здобув спеціальність інженера-будівельника.
У 1939—1941 роках — головний інженер, начальник будівництва № 395 міста Електросталь Московської області.
Член ВКП(б) з 1941 року.
У 1941 році був начальником будівництва заводу № 103 Закамського району міста Молотова (Пермі).
З грудня 1942 по 1948 рік — заступник начальника Головного управління з будівництва підприємств («Головхімпромбуду») Народного комісаріату (Міністерства) хімічної промисловості СРСР. З 1945 до 1947 року був в урядовому відрядженні в окупованій радянськими військами Німеччині.
У січні 1948 року призначений керуючим будівельного тресту «Лісхімпромбуд» у місті Сєвєродонецьку Ворошиловградської області, який побудував найбільший в УРСР Лисичанський хімічний комбінат. За підсумками роботи вже в третьому кварталі трест визнаний переможцем Всесоюзного змагання. За ініціативою Петра Новікова у місті створена перша футбольна команда, зведені Палац тенісу, Будинку культури будівельників. Був ініціатором встановлення у місті багатьох пам'ятників.
Указом Президії Верховної Ради СРСР від 9 серпня 1958 року за визначні успіхи, досягнуті у будівництві та промисловості будівельних матеріалів, Новікову Петру Пилиповичу присвоєно звання Героя Соціалістичної Праці з врученням ордена Леніна та золотої медалі «Серп і Молот».
З 1960 до січня 1964 року — начальник комбінату «Луганськхімбуд» міста Сєвєродонецька Української РСР.
У січні 1964 — лютому 1967 року — заступник міністра будівництва Української РСР — начальник Головного управління по будівництву підприємств хімічної, нафтопереробної, целюлозно-паперової промисловості та об'єктів хімічного машинобудування Міністерства будівництва УРСР.
З березня 1967 року — заступник міністра промислового будівництва Української РСР.
З 1971 року — персональний пенсіонер союзного значення в Києві. Був редактором журналу «Промислове будівництво та інженерні споруди».

Могила Петра Новікова

Помер 7 жовтня 1974 року. Похований в Києві на Байковому кладовищі (ділянка № 1).
Його ім'ям названа вулиця в Сєвєродонецьку.

## Нагороди та звання
- Герой Соціалістичної Праці (9.08.1958)
- два ордени Леніна (9.08.1958; 8.08.1964)
- орден Трудового Червоного Прапора (25.08.1971)
- орден «Знак Пошани» (3.04.1944)
- медалі
- Заслужений будівельник Української РСР (.01.1967)